# Пересмішник осоковий
Пересмішник осоковий (Oreoscoptes montanus) — вид горобцеподібних птахів родини пересмішникових (Mimidae).

## Поширення
Цей птах розмножується на заході Північної Америки — від півдня Канади до півночі Аризони та Нью-Мексико. Взимку мігрує у найпівденніші райони США та Мексику.

## Опис
Птах завдовжки 20-23 см, з розмахом крил до 32 м, вагою 40-50 г. Верхня частина тіла блідо-сіро-коричнева, нижня — біла з темними прожилками. Має тонкий, прямий, відносно короткий дзьоб, жовті очі і довгий хвіст, хоча і не такий довгий, як у інших пересмішників.

## Спосіб життя
В основному птах живиться комахами влітку, але взимку також їсть ягоди. Розмножується в районах з щільними деревостанами полину і рідше в інших чагарникових районах. Самиця відкладає 4–5 яєць у чашоподібне гніздо, яке побудоване у нижній частині чагарника. Обидва батьки насиджують і годують молодняк.